# スティーヴ・オージェリー
スティーヴ・オージェリー（Steve Augeri、1959年1月30日 - ）は、アメリカ合衆国のロック・シンガー。トール・ストーリーズ、タイケット、ジャーニーでの活動で知られている。

## 経歴
様々な音楽の影響を感じさせ、同時に他に類を見ない、彼自身の独自な音楽的昇華の結果をメロディック・ロックとして打ち出しているスティーヴ・オージェリーは、アメリカ人のロック・シンガーであり、1998年から2006年までジャーニーのリード・ヴォーカルを務めたことで最も良く知られている。オージェリーは8年間で3枚のアルバムの録音に参加した。ジャーニーはこの8年の間に世界で最も成功したグループとなり、世界中の何百万人というファンのためにライヴを行ってきたのである。
父親はジョセフ、母親はエマの間に生まれたスティーヴ・オージェリーは、1959年1月30日生まれ。ブルックリンのベンソンハーストで育った。
オージェリーに音楽を教えたのは父ジョセフであり、何年間もエマーソンのラジオ時計でシナトラやリズムアンドブルース、ソウル、カントリーなどを聴いてきたのだった。オージェリーが通った小学校の音楽教師、フレデリック・トレグロッサもまた、オージェリーに直接に強い影響を与えた人物の一人である。オージェリーの声の持つ可能性に気づき、その歌を育てた人物だった。4年生のミュージカルの出し物で、オージェリーにヴェルディの「女はきまぐれ」を歌わせたのも、この教師である。
オージェリーはニューヨーク市立音楽美術学校に進み、最初は木管楽器を学んだ。その後、バスーンを学び、さらに自分がクラシック音楽に惹かれていることを自覚する。
フレンチ・ウッヅ舞台芸術サマー・キャンプに参加し、6歳から16歳までのロック・バンドのクラスの子供達を教えることは、オージェリーにとってはまさにそこにしかない「ロックの学校」を経験することだった。オージェリーは授業料の小切手が不渡りになったのを契機に大学を辞め、故郷に戻ってロックンロール・バンドを結成した。セッション歌手として働き、同時にバーテンダーとウェイターの仕事もやりながら、最初に転機が訪れたのは1984年のことだった。世界で最も有名なハード・ロック・ギタリストの一人、UFOとスコーピオンズで知られるマイケル・シェンカーのバックグラウンドコーラスの一人として雇われることになったのである。
ニューヨークシティ48番街のマニーズ楽器店で、オージェリーはギタリストのジャック・モラーと出会い、批評家から好評を博したバンド「トール・ストーリーズ」（エピック・レコード）を結成した。ベースはケヴィン・トトイアン、ドラムズはトム・デ・ファリアだった。1992年のニューヨーク音楽賞で、トール・ストーリーズは最優秀デビュー・アルバム賞候補に指名され、またオージェリーは最優秀新人男性ヴォーカル賞候補に指名されている。トール・ストーリーズは驚きをもって迎えられ、メロディック・ロックの存在を世に知らしめたものの、ロック・シーンの急速な変化に追いつけず、バンドは1995年のパリでの公演を最後に解散する。
少しの間も休むことなく、オージェリーはすぐにゲフィン・レコードのハード・メロディック・ロックバンド、「タイケット」のメンバー、ブルック・セント・ジェイムズと出会い、歌を作り始めることになる。オージェリーはリード・ヴォーカルとしてグループに迎えられることになる。タイケットのアルバム「シャイン」は1995年に発売され、続いてヨーロッパでのツアーが行われた。翌1996年にはライヴアルバム「テイク・アウト・アンド・サーヴド・アップ・ライヴ」が発売された。
自分の家で妻リディア・オージェリーの夫として過ごすことと、ミュージシャンとしてツアーに出ることの均衡を図るのは難問だった。そして、1996年の終わり頃にはますます状況が複雑になっていく。息子のアダムが生まれたのもこの頃だった。オージェリーは家庭を大切にしたいと考え、父親と同じ職業、すなわち大工仕事に戻ろうと決心した。そして結局、衣料品店「ギャップ」のニューヨーク市の店舗網の保守マネージャーとして務めることになった。
1997年、ギャップでの勤務がちょうど1年たった頃、ギタリストのジョー・セファルの紹介で、オージェリーにジョナサン・ケインとニール・ショーンから電話がかかってきた。そして伝説的なロックバンドであるジャーニーがヴォーカルを探しているのでオーディションを受けないかと誘われたのである。
1998年、オージェリーは正式にジャーニーの4代目ヴォーカリストとなった。前任者のスティーヴ・ペリーがバンドを辞めて以来、正式にヴォーカルを引き継いだのはオージェリーが最初だった。これ以降の8年間で、ジャーニーはツアーを定期的に行い、アメリカ最高のロックバンドの一つというかつての名声を再び得るに至ったのである。700万枚を売り上げた映画「アルマゲドン」のサウンドトラックに収録されている曲「リメンバー・ミー」が、オージェリーがバンドと共に初めて録音し発売された曲である。続いて2001年にはアルバム「アライヴァル」が発表される。さらに2002年にはシングル「Red 13」が発売された。「ジェネレイションズ」は2005年に発売され、これがオージェリーがジャーニーで録音した最後のアルバムとなった。オージェリーは何度もぶりかえす喉の問題で2003年以来ずっと苦しんでおり、2006年半ばにグループから脱退することになったのだった。「ジャーニー2001」と名付けられた2000年12月に収録のラスベガスのコンサートのDVDは、このメンバー達による成功を証明する最後の証しとなった（このDVDも100万枚を越える売り上げとなった）。
オージェリーがジャーニーを離れた後も、彼とリディアが過去10年以上にわたって支えてきた様々な慈善団体の間での人気が衰えることはなかった。オージェリーは引き続き慈善活動に協力し、施設を訪問したり、ライヴ演奏を行ったりしている。こうした団体には「ジャーニー・トゥ・ザ・キュア（乳癌の基金）」、「リトル・ベイビー・フェイス基金」、「ダイアモンド・エンジェルズ（ジョー・ディマジオの小児病院）」、「マーチ・オヴ・ダイムズ」などがある。
2010年当時、オージェリーは自分名義の初のソロ・アルバムを発売する予定があった。仮タイトルは「イン・ザ・モーメント」だった。このアルバムに続いて、世界ツアーを行い、彼がこれまで歌ってきたすべての曲と、新しいバンドを紹介する予定があった。
2010年に、オージェリーはシングル「リヴァーサイド」を発売している。彼は、もう1枚、「フォトグラフ」というシングルを2011年9月に発売している。3枚目のシングル「アウアーズ・イン・ザ・デイ」は2012年9月に発売された。さらにもう2枚のシングル「フォー・ザ・レスト・オヴ・マイ・ライフ」と「バハインド・ザ・サン」は2013年8月に発売された。「ホーム・アゲイン」は2014年1月に発売されている。
2014年3月、オージェリーがスーパーグループ「アンダーワールド」を結成したことが発表された。ギタリストのキー・マルチェロ（イージー・アクション、ヨーロッパ）、ベーシストのスヴァンテ・ヘンリソン（イングヴェイ・マルムスティーン、ブレイズン・アボット）、そしてドラマーのヴァージル・ドナティ（サザン・サンズ、リング・オブ・ファイア、プラネット・エックス、ソウル・サーカス）がメンバーだということである。

## 主な来日公演
- ジャーニーの一員として、1998年、2001年、2004年に3度来日している。（ジャーニー_(バンド)#来日公演参照）
- 2012年6月にボビー・キンボール、ファーギー・フレデリクセン、ビル・チャンプリンと共演する「VOICE OF AOR」を企画し、東京、大阪、名古屋で開催した[5]。
- 2015年6月21日 ボビーキンブル&フレンズの一員として、ボビー・キンボール、ビル・チャンプリンと一緒に三沢市アメリカンデーのステージで無料ライブを開催した。

## ディスコグラフィ

### スティーヴ・オージェリー・バンド

#### アルバム
- Seven Ways 'Til Sunday (2022年)

#### シングル
- "Riverside" (2010年)
- "Photograph" (2011年)
- "Hours in the Day" (2012年)
- "Rich Mans World" (2012年)
- "Home This Christmas Time" (2012年)
- "Behind the Sun" (feat. Tom DeRossi) (2013年)
- "For the Rest of My Life" (2013年)
- "Home Again" (2014年)
- "Tin Soldier" (2014年)
- "Faces" (2014年)
- "Never Far From Home" (2014年)
- "If You Want" (2022年)

### トール・ストーリーズ
- 『トール・ストーリーズ』 - Tall Stories (1991年)
- 『スカイスクレイパー』 - Skyscraper (2009年)

### タイケット
- 『シャイン』 - Shine (1995年)
- Take Out and Served Up Live (1996年)

### ジャーニー
- 『アライヴァル』 - Arrival (2001年)
- 『レッド13』 - Red 13 (2002年) ※EP
- 『ジェネレーションズ』 - Generations (2005年)